# خنفساء القنابة
خنفساء القنابة هي نوع من الدودة السلكية ينتمي إلى جنس ديكرونيكوس [الإنجليزية] وهي نوع متوطّن في سوريا، أي أنها ليست معروفةً من أي بلدٍ آخر بالعالم. الخنفساء ليست معروفةً إلا من منطقة حصن سليمان في محافظة طرطوس شمال غرب سوريا، الواقعة على ارتفاع 800 متر تقريباً من مستوى سطح البحر.